# Hong A-ran
Hong A-ran, née le 2 avril 1992 à Ulsan  en Corée du Sud, est une joueuse sud-coréenne de basket-ball, évoluant au poste de meneuse.

## Palmarès

### Championnat du monde
- 13e au Championnat du monde 2014

### Championnat d'Asie
- au Championnat d'Asie 2015 en Chine